# Hrad (politika)
Pojem Hrad je v české politice označení pro úřad prezidenta České republiky odvozené od jeho sídla na Pražském hradě. 
Za období první republiky se takto označovala také neoficiální skupina prezidenta Masaryka a jeho poradců z různých oblastí, mezi které se řadili mimo jiné Edvard Beneš nebo Karel Čapek. O „Hradu“ se pak v této souvislosti mluví i v době existence samostatného Česka, může označovat přímo osobu prezidenta, Kancelář prezidenta republiky nebo jeho širšího okolí.